# (5034) Joeharrington
(5034) Joeharrington es un asteroide perteneciente al cinturón de asteroides, descubierto el 7 de agosto de 1991 por Henry E. Holt desde el Observatorio del Monte Palomar, Estados Unidos.

## Designación y nombre
Designado provisionalmente como 1991 PW10. Fue nombrado Joeharrington en honor al científico planetario Joseph Harrington, desarrolló su actividad en la Universidad de Cornell, ha trabajado con el modelado atmosférico.

## Características orbitales
Joeharrington está situado a una distancia media del Sol de 2,304 ua, pudiendo alejarse hasta 2,721 ua y acercarse hasta 1,886 ua. Su excentricidad es 0,181 y la inclinación orbital 4,304 grados. Emplea 1277,46 días en completar una órbita alrededor del Sol.

## Características físicas
La magnitud absoluta de Joeharrington es 13,5. Tiene 4,771 km de diámetro y su albedo se estima en 0,371.